# Abarth 209A Coupé
L'Abarth 209A "Boano" Coupé est un prototype construit en 1955 par Abarth ; l'unique exemplaire est exposé au musée Louwman aux Pays-Bas.